# Karačaj
Karačaj (rusky Карачай) je malé jezero na jižním Uralu v Čeljabinské oblasti v centrálním Rusku. V roce 1951 začal jezero využívat Sovětský svaz jako odkladiště pro radioaktivní odpad z jaderného kombinátu Majak, který se nachází v blízkosti města Ozjorsk (v rámci utajení pojmenovaného Čeljabinsk-40).

## Aktuální stav
Podle zprávy Worldwatch Institute (se sídlem ve Washingtonu, D.C.) o jaderném odpadu, je jezero Karačaj nejvíce znečištěné místo na Zemi. V jezeře je nahromaděno asi 4,44 exabecquerelů (EBq) radioaktivity na méně než 1 čtvereční míli vody, včetně 3,6 EBq z cesia 137 a 0,74 EBq ze stroncia-90. Pro srovnání, Černobylská katastrofa vydala od 5 do 12 EBq radioaktivity na více než tisíc čtverečních mil. U sedimentu ze dna jezera se odhaduje, že se skládá téměř výhradně z vysoce radioaktivního odpadu do hloubky zhruba 3,4 metru.
Úroveň radiace poblíž místa kde byly radioaktivní odpadní vody vypouštěny do jezera byla v roce 1990 600 rentgenů za hodinu (přibližně 6 Sv/h), což je smrtelná dávka pro člověka během pouhé hodiny, jak popsala zpráva Natural Resources Defense Council (se sídlem ve Washingtonu, D.C.).

## Historie
V naprostém utajení a velkém spěchu byl v letech 1945 až 1948 vybudován jaderný kombinát "Maják" (Маяк) s prvním reaktorem pro vytvoření plutonia pro sovětský program na výrobu atomových bomb. Pod dohledem NKVD (spadající pod velení Lavrentije Beriji) začala výroba zbraní odpovídajících na atomovou převahu USA demonstrovanou atomovým bombardováním Hirošimy a Nagasaki. Téměř žádná pozornost nebyla věnována bezpečnosti pracovníků nebo odpovědné likvidaci odpadních materiálů a všechny reaktory byly optimalizovány pro výrobu plutonia. Produkovaly mnoho tun kontaminovaných materiálů s využitím primitivního otevřeného chladicího cyklu, který přímo kontaminoval každý litr chladicí vody.
Jezero Kyzyltaš bylo, jako největší přírodní jezero v okolí, schopno poskytovat chladicí vodu do reaktorů; tím bylo rychle kontaminováno prostřednictvím otevřeného chladicího okruhu. Jezero Karačaj bylo sice blíže, ale příliš malé k poskytování chladicí vody. Tak se rychle stalo pohodlným odkladištěm pro radioaktivní odpad s vysokou úrovní radiace, u kterého nebylo žádoucí uskladnění v podzemních úložných prostorech a kádích. Jezero bylo využíváno pro tyto účely až do Kyštymské katastrofy v roce 1957, při níž explodovala podzemní nádrž v důsledku vadného chladicího systému a kontaminovala celou oblast okolo Majaku. To vedlo k větší opatrnosti mezi správou komplexu, strachu z mezinárodní pozornosti, a také k rozprostření odpadišť do více oblastí (včetně několika jezer a řeky Teča, podél níž leží mnohé vesnice).
V roce 1960 začalo jezero vysychat, jeho plocha poklesla z 0,5 km2 v roce 1951 až na 0,15 km2 do konce roku 1993. V roce 1968, po období sucha v regionu, vítr zanesl radioaktivní prach s hodnotami 185 PBq (5 MCi) pryč od jezera a ozářil na půl milionu lidí.
Mezi lety 1978 a 1986 bylo do jezera navezeno téměř 10 000 dutých betonových bloků, aby se zabránilo dalšímu unikání radioaktivních sedimentů.